# پیتر کی
پیتر کی (انگلیسی: Peter Kay؛ زادهٔ ۲ ژوئیهٔ ۱۹۷۳) کمدین، هنرپیشه، فیلم‌نامه‌نویس و صداپیشه اهل انگلستان است.
از فیلم‌ها یا برنامه‌های تلویزیونی که وی در آن نقش داشته‌است می‌توان به انجمن آخرالزمان آقایان اشاره کرد.